# PZR Grom
Cet article traite d'un missile antiaérien polonais. Le missile Air-Sol serbe « Grom » est en-fait désigné « Kh-23 ».
Pour les articles homonymes, voir Grom.
Le Grom (en français : « tonnerre ») est un système de missile sol-air portatif très courte portée, guidé par infrarouge, conçu et produit en Pologne.
De son vrai nom PZR Grom (en polonais : « Przeciwlotniczy Zestaw Rakietowy », système antiaérien propulsé par roquette), il est conçu pour cibler les avions et hélicoptères volant à basse altitude et ne doit pas être confondu avec les missiles « Grom-A » et « Grom-B », des versions du missile air-sol Kh-23 construites sous licence par la Serbie.

## Histoire

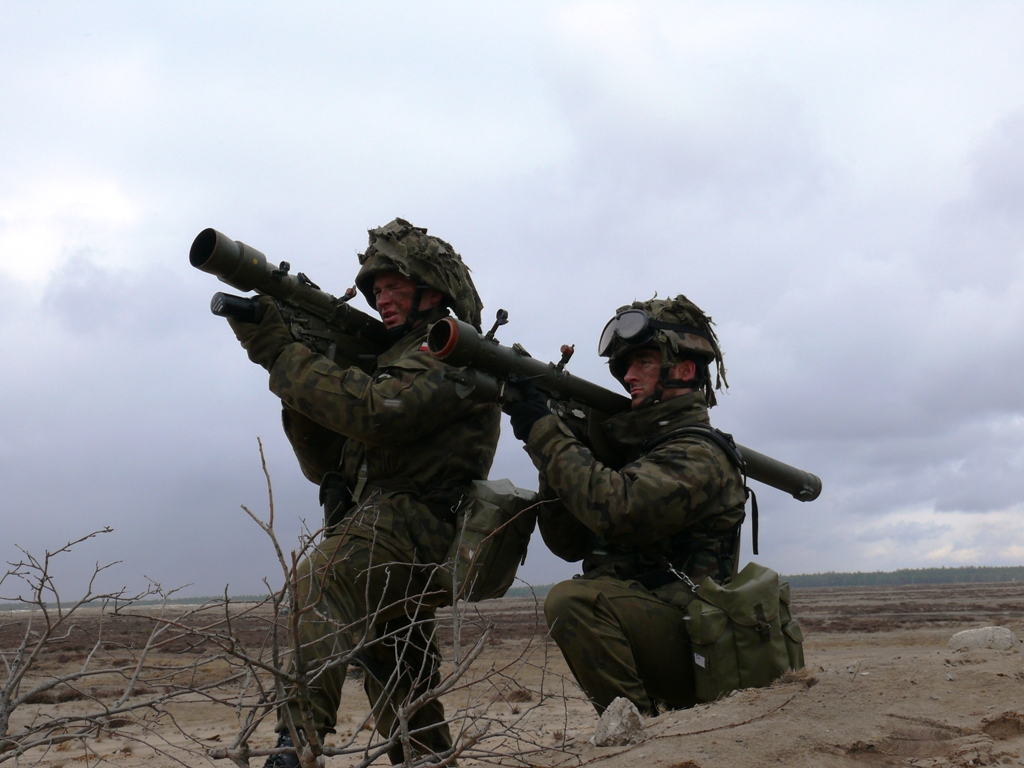
Des soldats polonais s'entraînent à viser avec des Grom.

Au départ, les ateliers de la firme Mesko, à Skarżysko-Kamienna, produisaient sous licence en masse une version du missile soviétique Strela-2M, alors désigné en Pologne sous le nom de « Strzała-2M ». Quand ils devinrent obsolètes, vers la fin des années 1980, les chefs-concepteurs des ateliers se préparèrent à produire le nouveau missile soviétique à l'ordre du jour, le 9K38 Igla.
Mais le retrait de la Pologne du bloc soviétique en 1990 entraîna pour elle la perte de la licence de fabrication, ce qui laissa le pays sans aucun système moderne à portée de main.
En conséquence, dès la fin 1992, divers bureaux de conception et ateliers polonais se mirent à travailler à la conception d'un nouveau missile, dont le style serait fortement inspiré de celui de l'Igla. Parmi ces bureaux se trouvaient l'institut militaire de l'armement basé à Zielonka, le WAT (Université militaire des technologies) et le bureau de conception des moteurs-fusées de Skarżysko. Il est fort probable qu'ils furent aidés par les services de l'Urząd Ochrony Państwa, l'agence des renseignements polonais de l'époque, pour obtenir les plans du système Igla original, car ces agents étaient tout à fait capables de les avoir achetés aux ateliers LOMO (à Leningrad), pendant la période de chaos qui régna juste après la dissolution du bloc soviétique.
En 1995, la première série (désignée Grom-1) entra en service. Le missile comportait alors une importante quantité de composants importés de Russie. Ils ne furent remplacés par des composants « 100 % polonais » qu'à partir de la fin des années 1990. Le 1er janvier 2013, Bumar Amunicja assembla son 2 000e système Grom.

## Caractéristiques
Le système est conçu pour être utilisé par un soldat en solo. Il est constitué d'un projectile, d'un tube de lancement, d'un mécanisme de mise-à-feu et d'une alimentation électrique posée au sol. Certaines options permettent d'adjoindre à la structure un système d'identification IFF (ami ou ennemi) et une vision thermique pour les manœuvres nocturnes.
Le projectile (le missile lui-même), d'un diamètre de 72 mm, propulsé par un moteur-fusée monoétage à carburant solide, peut atteindre une vitesse de 650 m/s. La poignée du mécanisme de tir est réutilisable à volonté, ainsi que l'unité d'alimentation électrique du liquide réfrigérant alimentant l'autodirecteur en azote liquide. À l'inverse, le tube de lancement n'est pas réutilisable.
Le missile est conçu pour être tiré contre des hélicoptères ou des avions volant à basse-altitude. Cependant, il est aussi employé sur d'autres dispositifs de défense Sol-Air, tels les ZUR-23-2KG, les Pilica depuis fin 2020 et les systèmes automoteurs ZSU-23-4MP Biała, et POPRAD.

## Histoire opérationnelle

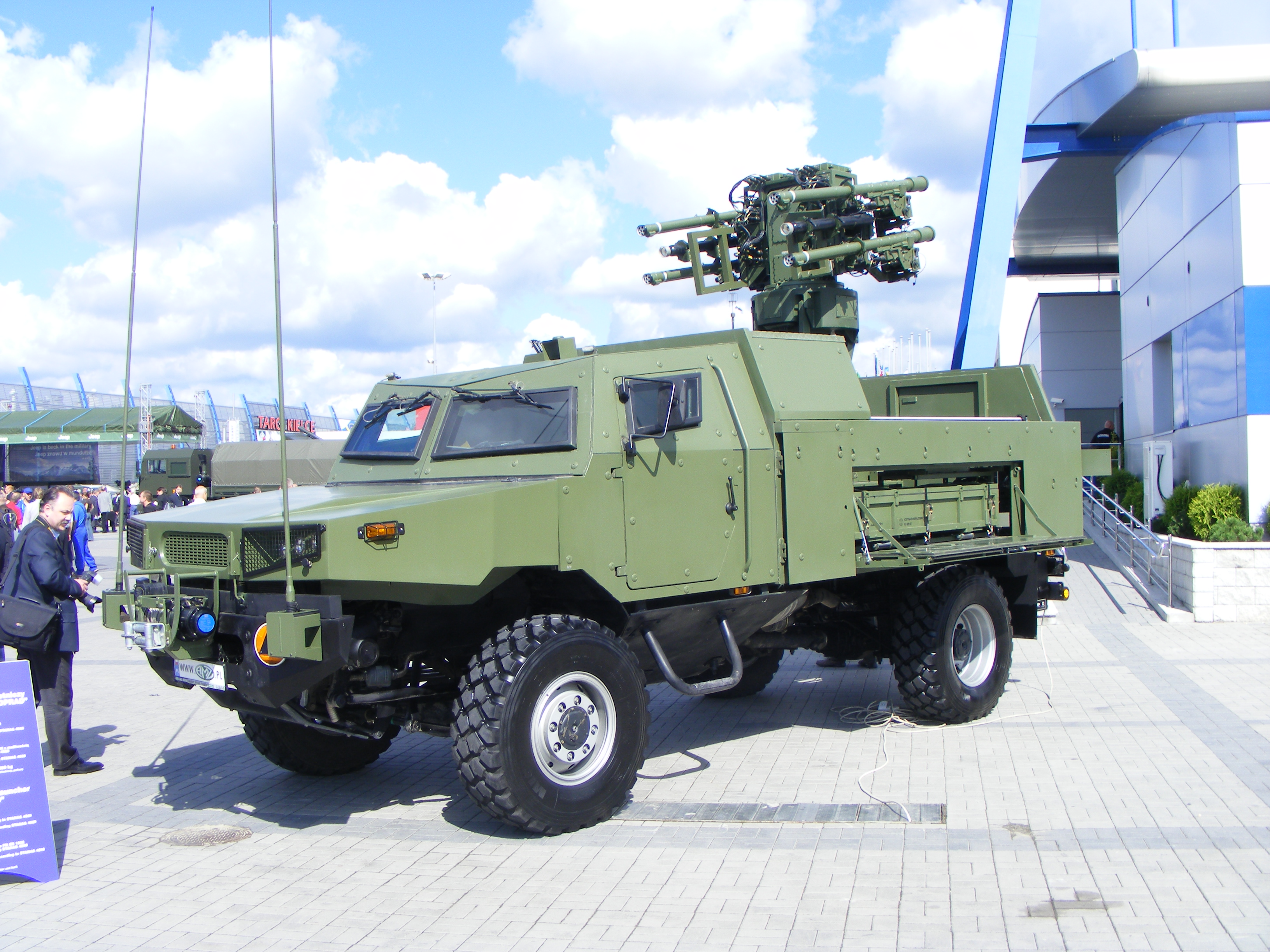
Un véhicule POPRAD (AMZ Żubr-P), équipé d'un lanceur quadruple pour missiles Grom.

Le Grom est utilisé par les forces armées polonaises depuis 1995. Il a aussi été exporté vers d'autres pays, parmi lesquels la Géorgie qui acheta 30 lanceurs et 100 missiles en 2007.
D'après les coupures de presse diffusées au-cours de la guerre d'Ossétie du Sud de 2008, des Grom polonais auraient ciblé des avions et des hélicoptères russes une vingtaine de fois. Douze missiles auraient été tirés, dont neuf atteignant leur cible.

## Accrochages politiques
Fin 2008, la presse russe déclare que du personnel de l'armée russe avait trouvé des missiles Grom polonais en Tchétchénie. La presse polonaise réagit violemment en accusant la Russie de fabriquer des preuves pour relier la Pologne au conflit, affirmant que les missiles trouvés avaient en-fait été déplacés par les Russes depuis la Géorgie vers la Tchétchénie.
En 2022, dans le cadre de l'invasion de l'Ukraine par la Russie, les forces ukrainiennes ont reçu une version améliorée du Grom, le Piorun, qui parvient à abattre des appareils russes, dont des avions (Su-34, Su-25) et des hélicoptères (Mi-24),,.

## Utilisateurs
- Pologne ;
- Géorgie[9] ;
- Indonésie : achat de 155 missiles Grom, dans le cadre de la constitution du système de défense aérienne rapprochée Kobra[10],[11] ;
- Pérou : en 2014. Le Pérou a sélectionné le Grom comme élément de son plan de modernisation de la défense[12].